# 特萬-蒂斯歇茨

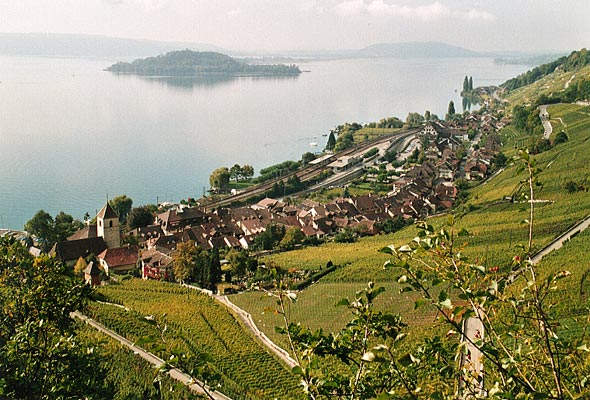

特萬-蒂斯歇茨是瑞士的城鎮，位於該國中西部，由伯恩州負責管轄，面積12.44平方公里，海拔高度434米，2011年人口1,118，六成半人口信奉基督教，人口密度每平方公里90人。